# Centrale Syndicale Humanisme
La Centrale Syndicale Humanisme de Côte d'Ivoire  (CSH-CI) est une confédération syndicale ivoirienne fondée en 2010. Elle est affiliée à la Confédération syndicale internationale (CSI). 

## Histoire
Le congrès constitutif du 23 octobre 2010, rassemble 74 organisations syndicales de droit ivoirien, à l’Institut National de la Santé Publique (INSP) d’Abidjan à Adjamé. Le secrétaire général élu en 2010, Mamadou Soro, est réélu en 2020 et pour un mandat de six ans, à la tête de la confédération lors du premier congrès ordinaire.

## Organisations affiliées
La CSH est active dans 24 secteurs d'activités et regroupe en 2023, 230 organisations et syndicats de base.